# Liste der Biografien/Cama
Liste der Biografien |
Portal Biografien |
Personensuche
# |
A |
B |
C |
D |
E |
F |
G |
H |
I |
J |
K |
L |
M |
N |
O |
P |
Q |
R |
S |
T |
U |
V |
W |
X |
Y |
Z |
?
 
Ca |
Cb |
Cc |
Ce |
Ch |
Ci |
Cj |
Ck |
Cl |
Cm |
Cn |
Co |
Cr |
Cs |
Ct |
Cu |
Cv |
Cw |
Cy |
Cz
 
Caa–Cag |
Cah |
Cai |
Caj |
Cak |
Cal |
Cam |
Can |
Cao–Cap |
Caq |
Car |
Cas |
Cat–Caz
 
Cama |
Camb |
Camc |
Camd |
Came |
Cami |
Camk |
Caml |
Camm |
Camn |
Camo |
Camp |
Camr |
Cams |
Camt |
Camu
Die Liste der Biografien führt alle Personen auf, die in der deutschsprachigen Wikipedia einen Artikel haben. Dieses ist eine Teilliste mit 200 Einträgen von Personen, deren Namen mit den Buchstaben „Cama“ beginnt.

## Cama
- Cama, Bhikaiji (1861–1936), indische politische Aktivistin und Frauenrechtlerin

### Camac
- Camacci, Emanuela (* 1968), italienische Bildhauerin
- Camacho Amaral, Jaime (1950–1975), osttimoresischer Freiheitskämpfer
- Camacho Cansado de Carvalho, Manuel Maria (* 1960), portugiesischer Diplomat
- Camacho Haro, Luis (* 1983), mexikanischer Fußballspieler und -trainer
- Camacho Meléndez, Manuel (1929–2008), mexikanischer Fußballspieler
- Camacho Quesada, Diego (* 1976), spanischer Fußballspieler
- Camacho Quirós, Marita (1911–2025), costa-ricanische First Lady und SupercentenarianMarita Camacho Quirós (1911–2025)

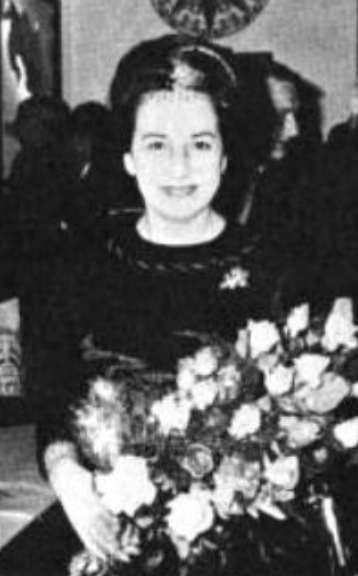
Marita Camacho Quirós (1911–2025)

- Camacho Ríos, Gladys, bolivianische Linguistin, Schriftstellerin und Übersetzerin
- Camacho Serrato, José, mexikanischer Fußballspieler und -trainer
- Camacho Vizcaíno, Antonio (* 1964), spanischer Politiker
- Camacho y Moya, Vicente (1886–1943), mexikanischer Geistlicher und Bischof von Tabasco
- Camacho, Adrián (* 1957), mexikanischer Fußballspieler
- Camacho, Ancieto, uruguayischer Fußballspieler
- Camacho, Brito (1862–1934), portugiesischer Politiker
- Camacho, Carla (* 2005), spanische Fußballspielerin
- Camacho, Carlos (1924–1979), US-amerikanischer Politiker (Guam)
- Camacho, Carlos S. (* 1937), US-amerikanischer Politiker der Nördlichen Marianen
- Camacho, Ceferino, uruguayischer Fußballspieler
- Camacho, César (* 1943), peruanisch-brasilianischer Mathematiker
- Camacho, Corinne (1942–2010), US-amerikanische Schauspielerin
- Camacho, David Sánchez (* 1963), mexikanischer Politiker
- Camacho, Diego (* 1983), bolivianischer Tennisspieler
- Camacho, Eliodoro (1831–1899), bolivianischer Politiker
- Camacho, Emilio, mexikanischer Fußballspieler
- Camacho, Erika Tatiana (* 1974), US-amerikanische Mathematikerin und Hochschullehrerin
- Camacho, Felix Perez (* 1957), US-amerikanischer Politiker (Guam)
- Camacho, Guilherme (* 1990), brasilianischer Fußballspieler
- Camacho, Hansel (* 1956), kolumbianischer Salsamusiker, Schauspieler und Komponist
- Camacho, Hector senior (1962–2012), puerto-ricanischer BoxerHector Camacho senior (1962–2012)

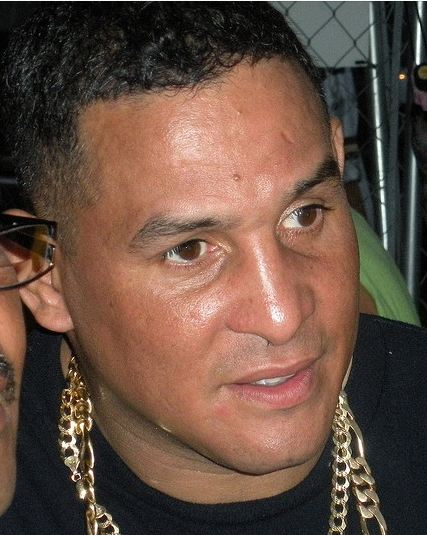
Hector Camacho senior (1962–2012)

- Camacho, Ignacio (* 1990), spanischer Fußballspieler
- Camacho, Jessica (* 1982), US-amerikanische Film- und FernsehschauspielerinJessica Camacho (* 1982)

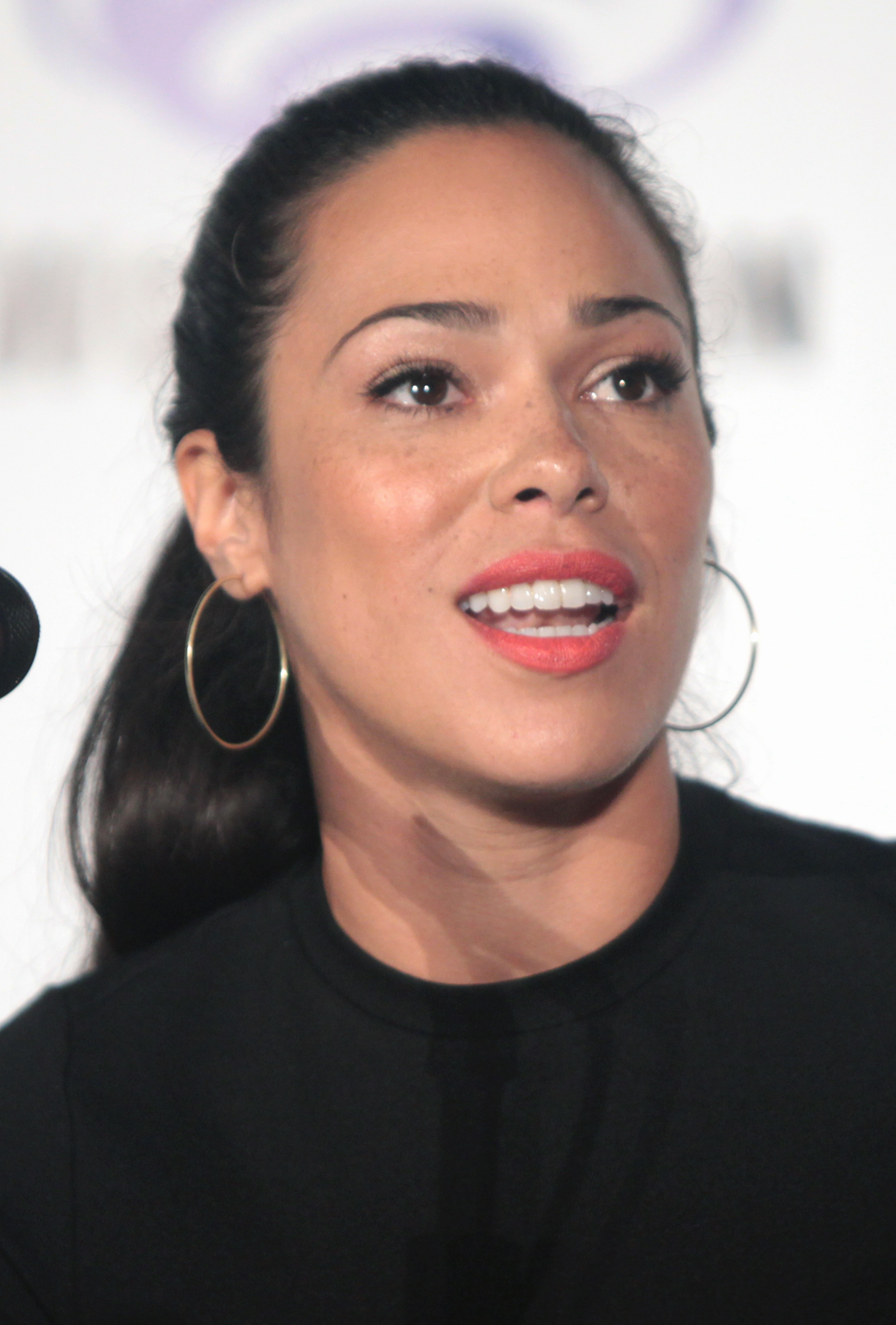
Jessica Camacho (* 1982)

- Camacho, Jesús (* 1998), mexikanischer Squashspieler
- Camacho, Jonathan (* 1993), ecuadorianischer BMX-Fahrer
- Camacho, Jorge (1934–2011), kubanischer Maler
- Camacho, Jorge (* 1966), spanischer Schriftsteller und Übersetzer
- Camacho, José André (* 2001), bolivianischer Hochspringer
- Camacho, José Antonio (* 1955), spanischer Fußballspieler und -trainer
- Camacho, Josue (* 1969), puerto-ricanischer Boxer
- Camacho, Luis Fernando (* 1979), bolivianischer Aktivist
- Camacho, Luis Miguel (* 1993), venezolanischer Badmintonspieler
- Camacho, Manuel (* 1999), spanischer Filmschauspieler
- Camacho, Marcelino (1918–2010), spanischer Politiker und Gewerkschafter
- Camacho, Mark (* 1964), kanadischer Schauspieler und Synchronsprecher
- Camacho, Moisés (* 1947), mexikanischer Fußballspieler
- Camacho, Nerea (* 1996), spanische Schauspielerin
- Camacho, Rafael (* 2000), portugiesischer Fußballspieler
- Camacho, Rodolfo (1975–2016), venezolanischer Straßenradrennfahrer
- Camacho, Rubén (1953–2015), mexikanischer Radrennfahrer
- Camacho, Tomas Aguon (1933–2018), US-amerikanischer Geistlicher, römisch-katholischer Bischof von Chalan Kanoa
- Camacho, Washington (* 1986), uruguayischer Fußballspieler
- Camacho-Quinn, Jasmine (* 1996), US-amerikanisch-puerto-ricanische Leichtathletin

### Camag
- Camagni, Ernesto (1900–1966), italienischer Geistlicher, römisch-katholischer Bischof
- Camagni, Giulio (* 1973), italienischer Comiczeichner und -autor sowie Maler

### Camai
- Camaití, Adelaido, uruguayischer Fußballspieler

### Camaj
- Camaj, Martin (1925–1992), albanischer Schriftsteller und Albanologe

### Camal
- Camal, Nigar (* 1980), aserbaidschanische SängerinNigar Camal (* 1980)

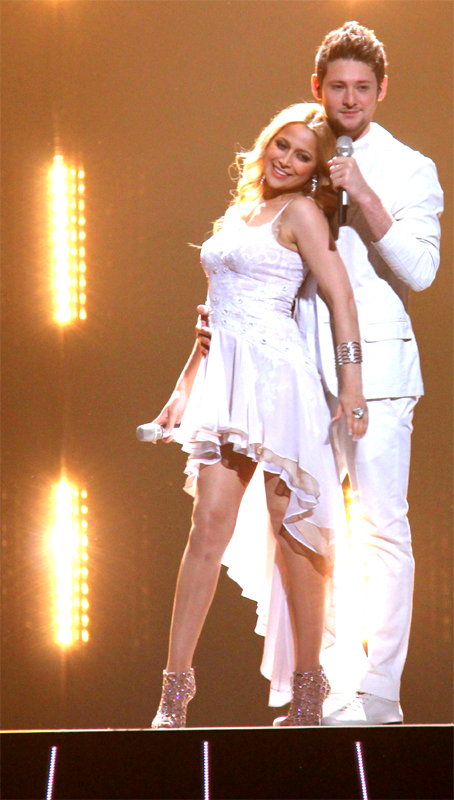
Nigar Camal (* 1980)

- Camaldo, Nancy (* 1992), italienische Filmregisseurin und Drehbuchautorin

### Caman
- Camané (* 1966), portugiesischer Fado-Sänger
- Camanga, Tino (* 1910), philippinisch-amerikanischer Tätowierer
- Camaño, Eduardo (* 1946), argentinischer Politiker, Präsident für 2 Tage
- Camaño, Iker (* 1979), spanischer Radrennfahrer
- Çəmənzəminli, Yusif Vəzir (1887–1943), aserbaidschanischer Schriftsteller und Staatsmann

### Camar
- Câmara Cabral, José Curry da (1844–1920), portugiesischer Arzt
- Câmara Canto, Antônio Cândido da (1910–1977), brasilianischer Diplomat
- Câmara Filho, Miguel Fenelon (1925–2018), brasilianischer Geistlicher, römisch-katholischer Erzbischof von Teresina
- Câmara Júnior, Joaquim Mattoso (1904–1970), brasilianischer Romanist, Lusitanist und Linguist
- Camara Pereira, Fredson (* 1981), brasilianischer Fußballspieler
- Câmara Pestana, Luís da (1863–1899), portugiesischer Arzt und Wissenschaftler
- Camara, Abdoulaye Sékou (1985–2013), malischer Fußballspieler
- Camara, Aboubacar (* 2006), burkinischer Fußballspieler
- Camara, Alyn (* 1989), deutscher Leichtathlet
- Camara, Amadou (* 1991), gambischer Politiker
- Camara, Amady (* 2005), malischer Fußballspieler
- Camara, Aminata (* 1973), malische Hürdenläuferin
- Camara, Aminata (* 2002), gambische Fußballspielerin
- Camara, Anthony (* 1993), kanadischer Eishockeyspieler
- Câmara, António Sousa da (1901–1971), portugiesischer Agrarwissenschaftler
- Camara, Assan Musa (1923–2013), gambischer Außenminister (1967–1974)
- Camara, Bakary, gambischer Politiker
- Camara, Bakary P. († 1978), gambischer Politiker
- Camara, Bekai (1968–2011), gambischer Politiker
- Camara, Bounkou (* 1988), mauretanische Leichtathletin
- Camara, Cheick Fantamady (1960–2017), guineischer Filmregisseur und Dokumentarfilmer
- Câmara, Cristina (* 1967), portugiesische Schauspielerin und ehemaliges Model
- Camara, Dede (* 1991), guineische Schwimmerin
- Camara, Demba (* 1994), guineischer Fußballspieler
- Camara, Dembo K. M., gambischer Politiker
- Camara, Djibril (* 1983), senegalesischer Fußballschiedsrichterassistent
- Câmara, Domingos da (* 1969), osttimoresischer Offizier
- Camara, Doungou (* 1995), französisch-senegalesische Handballspielerin
- Camara, Ebrima (* 1996), gambischer Sprinter
- Camara, Ebrima O., gambischer Politiker, Verwaltungsbeamter und Diplomat
- Camara, Eugène (1942–2019), guineischer Politiker, Premierminister von Guinea
- Camara, Fatou, gambische Journalistin und Fernsehmoderatorin
- Camara, Fatou Kiné (* 1964), senegalesische Anwältin und Frauenrechtsaktivistin
- Camara, Fatoumata Yarie (* 1996), guineische Ringerin
- Cámara, Fernando (* 1951), mexikanischer Tonmeister
- Camara, Hamadi (* 1942), malischer Judoka
- Camara, Hassoun (* 1984), französischer Fußballspieler
- Câmara, Hélder (1909–1999), brasilianischer Geistlicher, Erzbischof von Olinda und RecifeHélder Câmara (1909–1999)

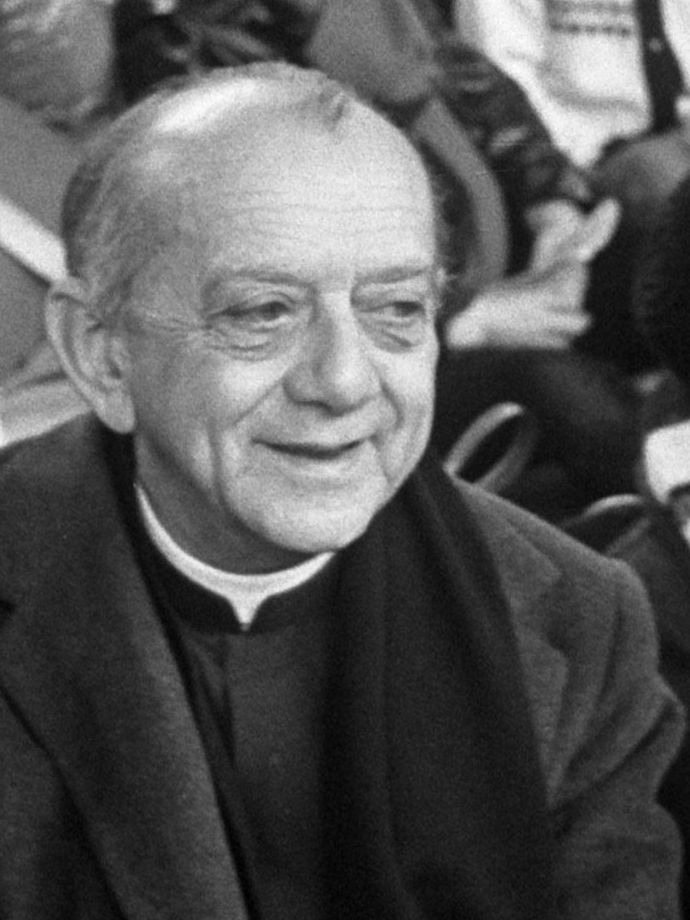
Hélder Câmara (1909–1999)

- Camara, Henri (* 1977), senegalesischer Fußballspieler
- Camara, Ibrahima Sory (* 1985), guineischer Fußballspieler
- Cámara, Javier (* 1967), spanischer Schauspieler
- Câmara, João (* 1955), osttimoresischer Diplomat
- Cámara, Juan (* 1994), spanischer Fußballspieler
- Camara, Kaddy, gambische Politikerin
- Camara, Kadiatou (* 1981), malische Leichtathletin
- Camara, Kamissa (* 1983), malische Politologin und Politikerin
- Camara, Kandia (* 1959), ivorische Politikerin und Außenministerin
- Camara, Khassa (* 1992), mauretanischer Fußballspieler
- Camara, Kouta (* 1995), malische Basketballspielerin
- Camara, Lamine (* 2004), senegalesischer Fußballspieler
- Camara, Lanfia (* 1986), guineischer Fußballspieler
- Camara, Laye (1928–1980), guineischer Schriftsteller
- Camara, Loffo (1925–1971), guineische Politikerin
- Camara, Mahdi (* 1998), französischer Fußballspieler
- Camara, Makalé (* 1956), guineische Anwältin, Diplomatin und Politikerin
- Camara, Mamadou (* 2002), senegalesischer Fußballspieler
- Camara, Mamoutou (1960–2010), malischer Musiker und Sänger
- Cámara, Manoel Arruda da (1752–1810), portugiesisch-brasilianischer Botaniker
- Câmara, Maria Rosa da (* 1962), osttimoresische Politikerin
- Camara, Marine (* 1995), französisch-malische Boxerin
- Camara, M’Balia (1929–1955), guineische Unabhängigkeitsaktivistin und Nationalheldin
- Camara, Mohamed (* 1980), guineischer Fußballspieler
- Camara, Mohamed (* 1996), guineischer Fußballspieler
- Camara, Mohamed (* 2000), malischer Fußballspieler
- Camara, Mohamed Ali (* 1997), guineischer FußballspielerMohamed Ali Camara (* 1997)

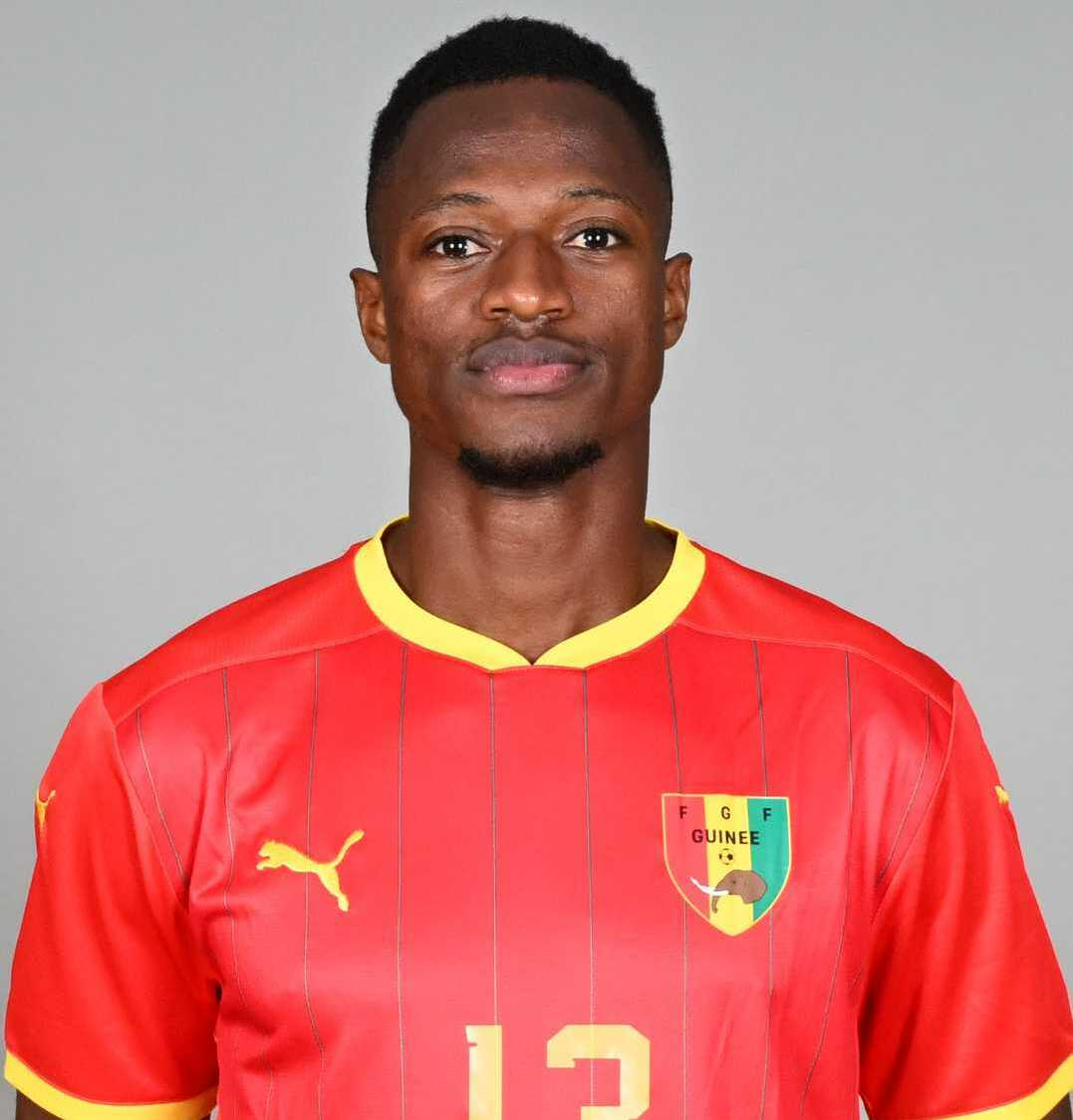
Mohamed Ali Camara (* 1997)

- Camara, Mohammed (* 1975), guineischer Fußballspieler
- Camara, Mohammed (* 1981), gambischer Fußballspieler
- Camara, Momodou, gambischer Politiker
- Camara, Moussa (* 1988), malischer Sprinter
- Camara, Moussa Dadis (* 1964), guineischer Offizier und Politiker, Präsident (2008–2009)
- Camara, Omar Baru, gambischer Politiker
- Camara, Ousmane (* 1963), malischer Judoka
- Camara, Ousmane (* 2001), guineischer Fußballspieler
- Camara, Ousmane (* 2003), französisch-malischer Fußballspieler
- Camara, Ousoumane (* 1998), französisch-guineischer Fußballspieler
- Camara, Pierre (* 1965), französischer Dreispringer
- Camara, Sara (* 1940), malischer Leichtathlet
- Camara, Sayon, guineische Sängerin
- Camara, Seco (* 1995), bissauischer Sprinter
- Camara, Seni Awa, senegalesische Künstlerin der Outsider Art
- Camara, Sirina (* 1991), französisch-malischer Fußballspieler
- Camara, Souleymane (* 1982), senegalesischer Fußballspieler
- Camara, Ténin (* 1958), ivorische Speerwerferin
- Camara, Titi (* 1972), guineischer Fußballspieler
- Camara, Toumani (* 2000), belgischer Basketballspieler
- Camara, Zeinab (* 1981), guineische Politikerin
- Camara, Zoumana (* 1979), französischer Fußballspieler
- Camarão, António Filipe († 1648), indigener Heerführer und Edelmann zur Kolonialzeit Brasiliens
- Camarasa, Francisco José (* 1967), spanischer Fußballspieler
- Camarasa, Víctor (* 1994), spanischer Fußballspieler
- Camarata, Tutti (1913–2005), US-amerikanischer Musiker, Arrangeur und Produzent
- Camarca, Claudio (* 1960), italienischer Autor und Filmregisseur
- Camard, René (1887–1915), französischer Fußballspieler
- Camarda, Charles (* 1952), US-amerikanischer Astronaut
- Camarda, Francesco (* 2008), italienischer Fußballspieler
- Camardiel, Roberto (1917–1986), spanischer Schauspieler
- Camarena, Elena, mexikanisch-deutsche Pianistin und Hochschullehrerin
- Camarena, Enrique (1947–1985), mexikanisch-US-amerikanischer Agent der US-Drug Enforcement Administration (DEA)Enrique Camarena (1947–1985)

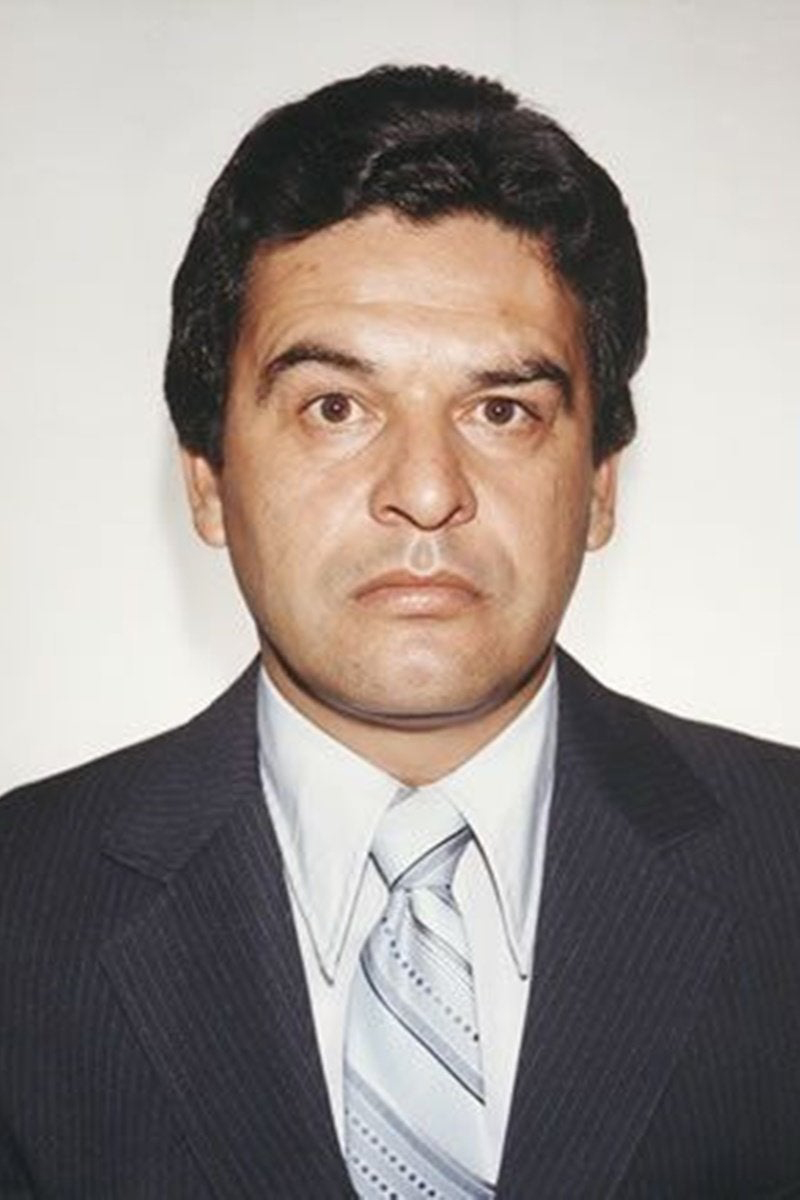
Enrique Camarena (1947–1985)

- Camarena, Javier (* 1976), mexikanischer Tenor
- Camarena, Lorenzo (1901–1995), mexikanischer Fußballspieler
- Camarena-Williams, Jillian (* 1982), US-amerikanische Kugelstoßerin
- Camargo Barbosa, Daniel (1930–1994), kolumbianischer Serienmörder
- Camargo Barros, José de (1858–1906), brasilianischer Geistlicher, römisch-katholischer Bischof von São Paulo
- Camargo Mariano, César (* 1943), brasilianischer Jazzpianist, Arrangeur, Komponist und Musikproduzent
- Camargo, Affonso (1929–2011), brasilianischer Politiker
- Camargo, Armando (* 1982), brasilianischer Radrennfahrer
- Camargo, Christian (* 1971), US-amerikanischer SchauspielerChristian Camargo (* 1971)

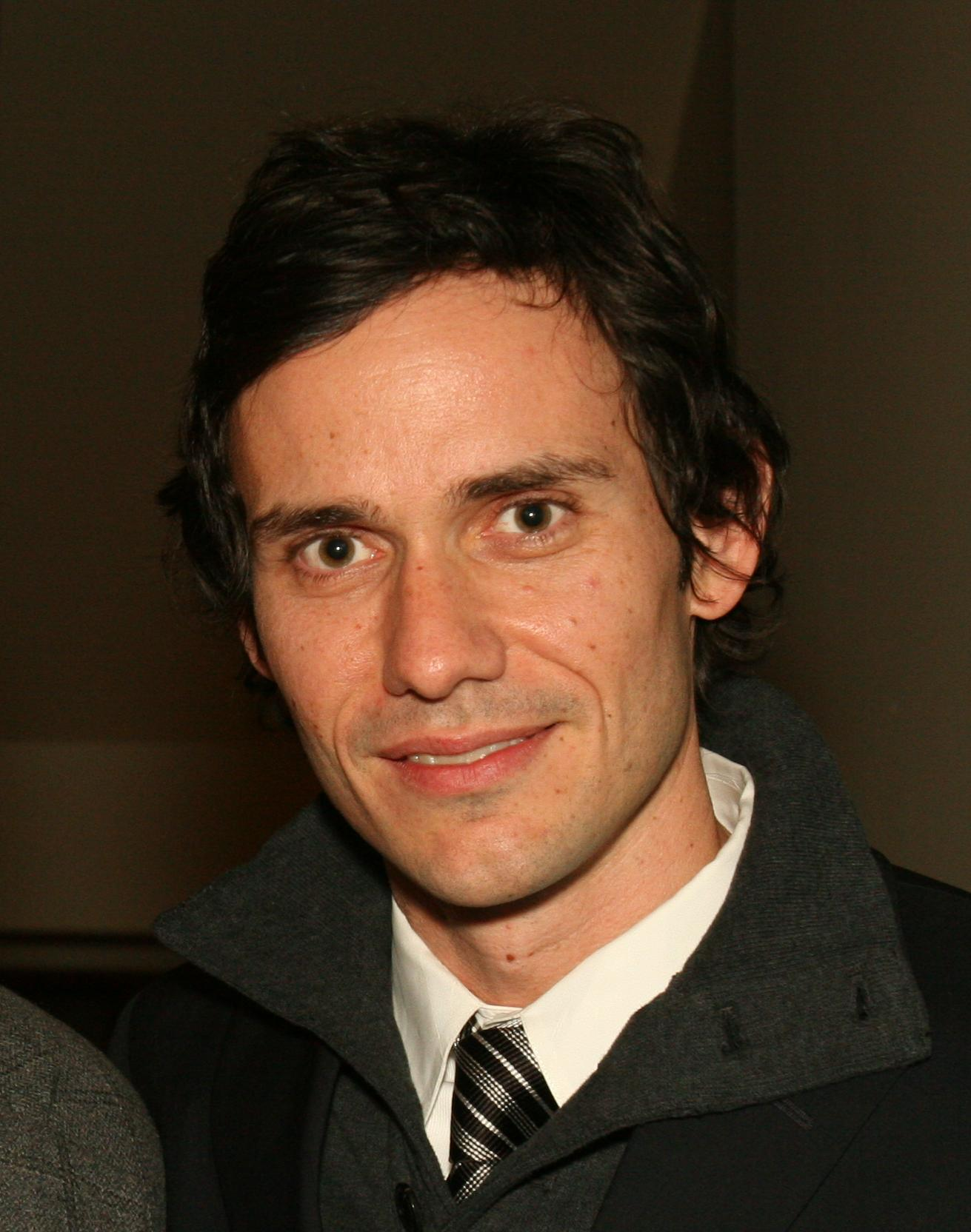
Christian Camargo (* 1971)

- Camargo, Diego (* 1998), kolumbianischer Radrennfahrer
- Camargo, Dirce Navarro De (1913–2013), brasilianische Unternehmerin
- Camargo, Fernando (* 1977), kolumbianischer Straßenradrennfahrer
- Camargo, Gonzalo (* 1991), uruguayischer Fußballspieler
- Camargo, Hebe (1929–2012), brasilianische Sängerin und Schauspielerin
- Camargo, Jhoselyn (* 1996), bolivianische Mittel- und Langstreckenläuferin
- Camargo, Joel (1946–2014), brasilianischer Fußballspieler
- Camargo, Jonathan (* 1988), venezolanischer Straßenradrennfahrer
- Camargo, Laura (* 2005), kolumbianische Mittelstrecken- und Hindernisläuferin
- Camargo, Marie (1710–1770), französische Tänzerin
- Camargo, Maurício Grotto de (* 1957), brasilianischer Geistlicher, Erzbischof von Botucatu
- Camargo, Miguel (* 1993), panamaischer Fußballspieler
- Camargo, Sérgio de (1930–1990), brasilianischer Bildhauer
- Camargo, Tony (1926–2020), mexikanischer Sänger
- Camarillo, Greg (* 1982), US-amerikanischer Footballspieler
- Camaro, Alexander (1901–1992), deutscher Maler
- Camarón de la Isla (1950–1992), spanischer Flamenco-Sänger
- Camarosano Bersani, Rodolfo (* 1964), uruguayischer Diplomat
- Camartin, Iso (* 1944), Schweizer Publizist, Schriftsteller und Fernsehmoderator

### Camas
- Camas, Paul Heinrich Tilio de (1688–1741), preußischer Militär, Chef des Infanterie-Regiments Nr. 37 und persönlicher Freund Friedrich II.
- Camas, Sophie Caroline von (1686–1766), brandenburgisch-preußische Adlige; Vertraute Friedrichs II. von Preußen
- Camasse, Marianne, Gräfin von Forbach (1734–1807), französische Tänzerin, Gräfin von Forbach
- Camassei, Filippo (1848–1921), italienischer Geistlicher, Erzbischof von Naxos, Lateinischer Patriarch von Jerusalem
- Camastral, Aita (* 1983), Schweizer Skirennfahrerin

### Camat
- Cămătaru, Rodion (* 1958), rumänischer Fußballspieler
- Camathias, Florian (1924–1965), Schweizer Motorradrennfahrer
- Camathias, Joël (* 1981), Schweizer Automobilrennfahrer
- Camatta, Simon (* 1976), deutscher Jazz- und Improvisationsmusiker (Schlagzeug)
- Camatte, Jacques (1935–2025), französischer Schriftsteller und linkspolitischer Theoretiker

### Camav
- Camavinga, Eduardo (* 2002), französisch-kongolesischer FußballspielerEduardo Camavinga (* 2002)

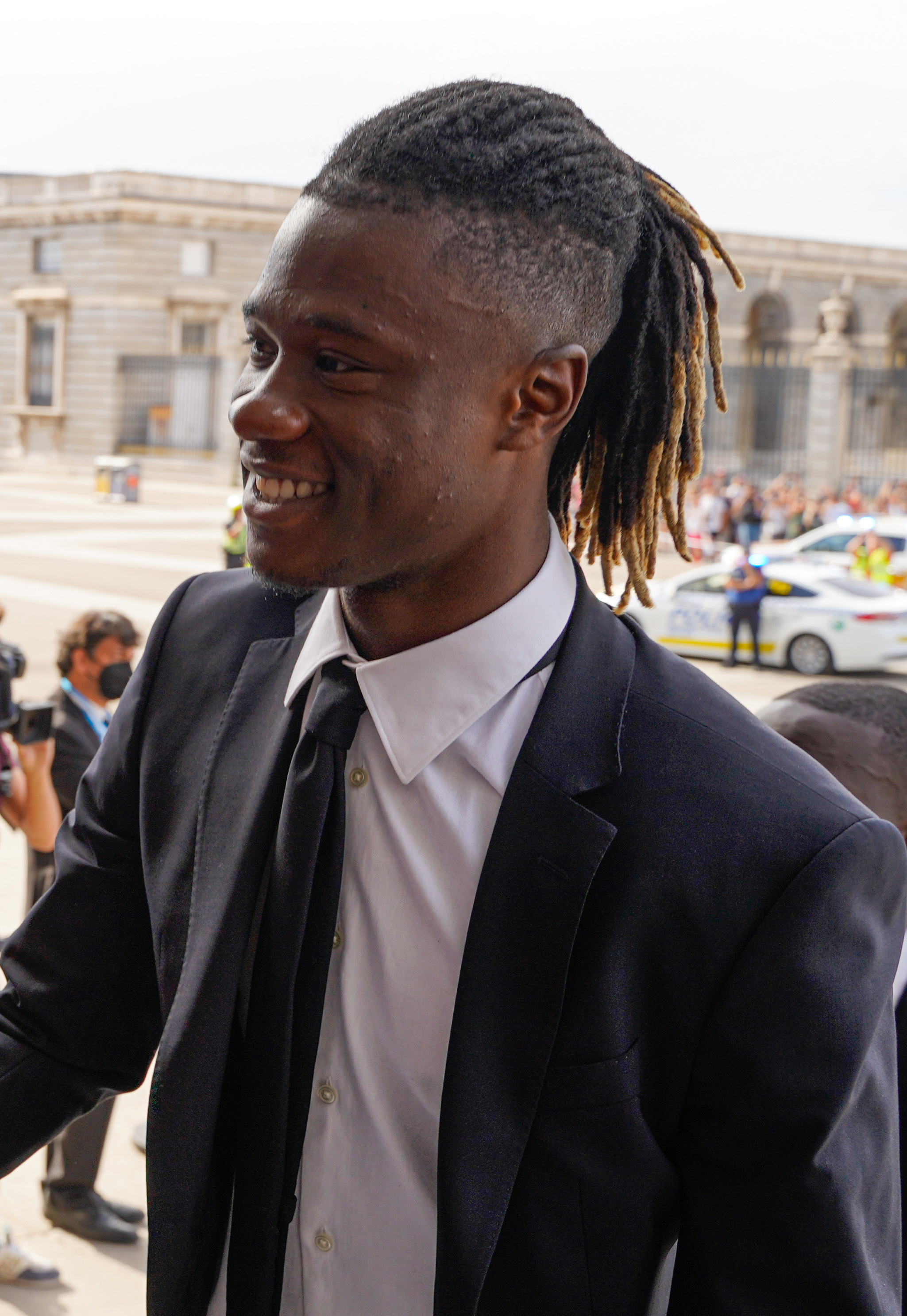
Eduardo Camavinga (* 2002)